# .cr
.cr es el dominio de nivel superior geográfico (ccTLD) único y exclusivo para Costa Rica. El dominio de tipo code top-level fue creado en el año 1990. Se trata de una extensión poco utilizada, actualmente existen cerca de 20,000 dominios .cr registrados.
El registro del dominio es libre para cualquier persona, organización o empresa que desee registrar un dominio .cr de Costa Rica. Exceptuando los dominios restringidos por el gobierno de Costa Rica. Para adquirir un dominio costarricense existen diversas formar de hacerlo, una de ellas es mediante una unidad independiente sin fines de lucro de la Academia Nacional de Ciencias de Costa Rica.
El registro y administración de nombres de dominio bajo la jerarquía del Dominio Superior CR (TLD, por sus siglas en inglés) es responsabilidad de la Academia Nacional de Ciencias desde el año 1996. Esta responsabilidad le fue otorgada por la International Assigned Numbers Authority (IANA). Dentro de la Academia, NIC- Internet Costa Rica es la dependencia que facilita y provee a la comunidad Internet el servicio de registro y administración de nombres de dominio .cr en los sectores Académico, Comercial, Gubernamental, Financiero, de Salud, Educación y Organizacional.
En la actualidad la administración del TLD en la asignación de dominios se rige bajo las normas del Internet Corporation for Assigned Names and Numbers (ICANN) y de la Internet Assigned Numbers Authority (IANA) (RFC 1591) en la administración de direcciones IP. Estas normas garantizan la absoluta equidad y transparencia en la asignación recursiva de los dominios bajo CR.
El proceso de interconexión de Costa Rica a las grandes redes de investigación se inicia en 1990 con el establecimiento en la Universidad de Costa Rica (UCR) del primer nodo de la Red Bitnet en la región Centroamericana y su integración, dos años después, a la red Internet, el 26 de enero de 1993. Paralelamente con las conexiones pioneras de la UCR, se establece la Red Nacional de Investigación de Costa Rica (CRNet), una red digital que utiliza enlaces de fibra óptica para interconectar las instituciones académicas y de investigación más importantes del país, permitiendo amplio acceso a la información y recursos computacionales del mundo.
Estos logros importantes, no sólo permiten la conectividad instantánea de un gran número de personas con el resto del mundo, sino que introducen en el país por primera vez la tecnología inter-redes a gran escala.

## Dominios de segundo nivel
El segundo nivel de un dominio se estructura al adquirir un nombre de dominio bajo .cr.

## Dominios de tercer nivel
El tercer nivel de un dominio se adquiere al obtener un dominio bajo las siguientes categorías:
- .co.cr - para el sector comercial (personas jurídicas y físicas que se dediquen a la actividad comercial u otra actividad)
- .fi.cr - para el sector financiero
- .or.cr - para organizaciones y asociaciones voluntarias
- .ac.cr - para el sector académico
- .ed.cr - para sector educación
- .sa.cr - para el sector salud
- .go.cr - para el sector gobierno

## Domain hacks
La siguiente es una lista de trucos con dominios (Domain hacks):
- nas.cr - Utilizado por NASCAR[1]